# ノモス・グラスヒュッテ

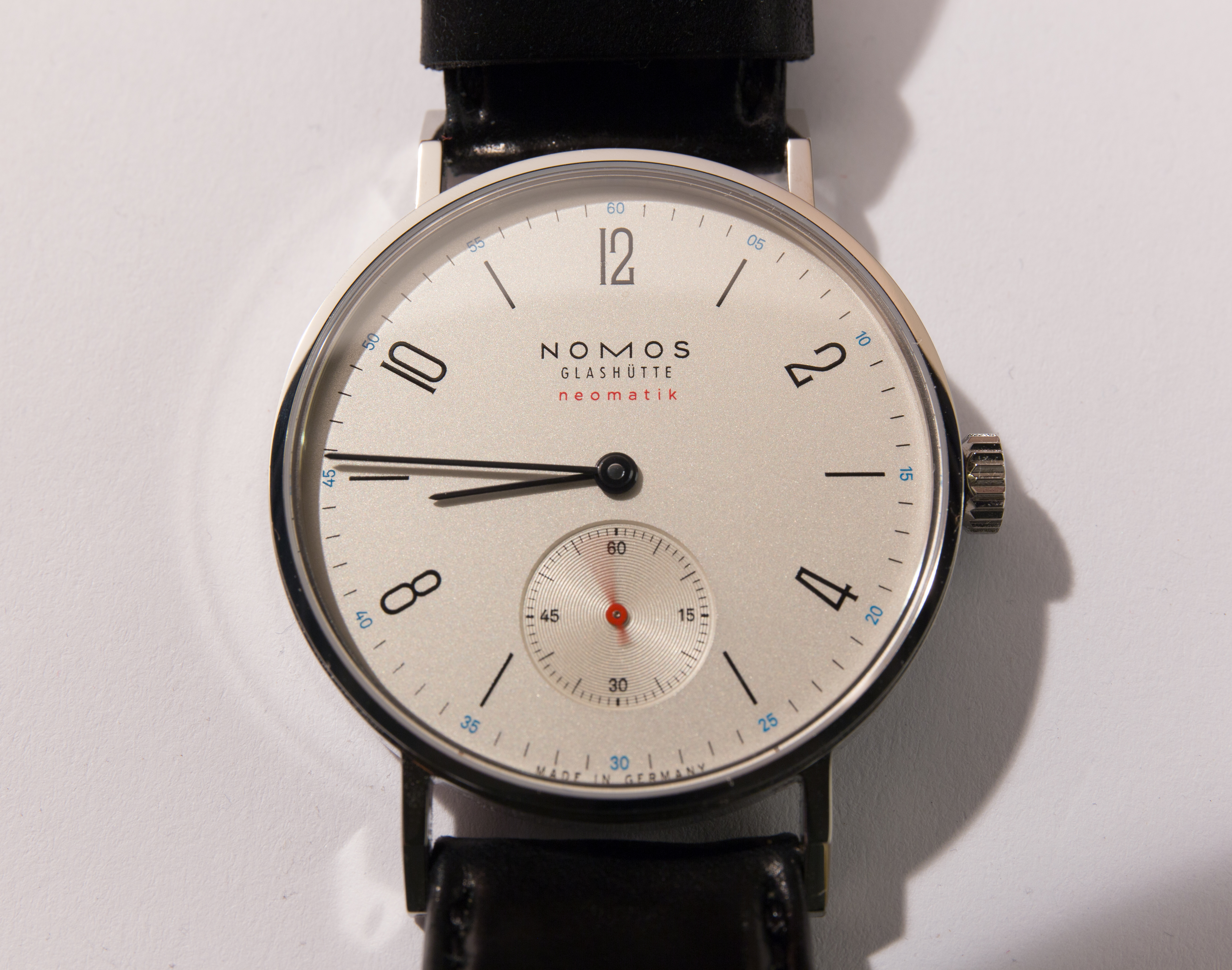
タンジェント ネオマティック

ノモス・グラスヒュッテ（NOMOS Glashütte ）は1990年にドイツのグラスヒュッテに創業したドイツの時計メーカーとそのブランド。バウハウス調のシンプルなデザインが特徴。

## 概要
1906年から1910年にかけてドイツのグラスヒュッテには同名のノモスという時計会社が存在したが、ノモス・グラスヒュッテの社史には登場しないため、直接の関係はない。
現代のノモスは、1990年にグラスヒュッテでローラント・シュヴァートナー（ Roland Schwertner）によって設立された。
この頃に販売されたモデルはタンジェント、テトラ、オリオン、ルートヴィヒである。

タンジェントをはじめ、ノモスの全ての時計は、バウハウスに範を取ったというきわめてシンプルで機能的なデザインをしている。これらの時計はドイツの国内外で高い評価を受け、これまでにレッド・ドット・デザイン賞など多くのデザイン賞を受賞。
ノモスの時計には、はじめはETA社のPeseux 7001を改造し金メッキサンドブラスト加工を施したムーブメントが使用されていたが、
2005年にムーブメントの自社開発に成功、コート・ド・ジュネーブ仕上げを施したムーブメント搭載のモデルを出荷しはじめた。
タンジェント・スポーツを除く全てのモデルはシースルーバックになっており、
これらの装飾が施されたムーブメントを直接見ることができる。
2007年には、ドイツの高級時計店ヴェンペ（Wempe）のために、
最も複雑な機構の一つといわれるトゥールビヨンを搭載したムーブメントを製作するなど、
新興ながら高い技術力を持ったマニュファクチュールといわれる。

## モデル
2024年現在、以下のモデルが存在する。

### タンジェント(Tangente)
ノモス・グラスヒュッテのフラッグシップモデル。デイト表示付きやパワーリザーブ表示付きなど様々なモデルがある。

### メトロ(Metro)
ドットインデックスのモデル。地下鉄の路線図にインスピレーションを得たとされる

### ラドウィッグ(Ludwig)
ローマンインデックスのモデル

### オリオン(Orion)
バーインデックスのモデル

### テトラ(Tetra)
スクェアケースのモデル

### ミニマティック(Minimatik)
薄型でありながら自動巻きムーブメントを搭載したモデル。

### クラブ(Club)
カジュアルなデザインのモデル。ノモス・グラスヒュッテのエントリーモデルでもある。

### アホイ(Ahoi)
防水性を強化したモデル。ただしISO 6425:1996を満たしたダイバーズウォッチではない。

### アウトバーン(Aurobahn)
ビンテージ・スポーツカーを連想させる、ヴェルナー・アイスリンガー(en:Werner_Aisslinger)によるデザイン。

### タンゴマット(Tangomat)
タンジェントをベースに、自動巻きムーブメントを搭載したモデル。

### チューリッヒ(Zürich)
ワールドタイムを搭載したモデルとシンプルなスモールセコンドのモデルがある。LAMY studioなどで有名なスイスのインダストリアルデザイナー、ハンネス・ヴェットシュタイン（de:Hannes_Wettstein）がデザインした。

### ラックス(Lux)
トノーケースのモデル。ムーブメントもトノー型のDUW 2002が搭載される。

### ラムダ(Lambda)
18Kホワイトゴールド、あるいはローズゴールドのケースを採用した、ノモス・グラスヒュッテの中でも特に高価なモデル。

## ムーブメント
2024年現在、ノモス・グラスヒュッテの腕時計に使用されるムーブメントは以下のとおりである。
| 名称                  | 自動巻き/手巻き | 機能                                   | 備考                                                             |
| --------------------- | --------------- | -------------------------------------- | ---------------------------------------------------------------- |
| ALPHA（アルファ）     | 手巻き          |                                        | Peseux 7001がベース。小秒針のないALPHA 2もある                   |
| DUW 4101              | 手巻き          | 日付表示                               |                                                                  |
| DUW 4301              | 手巻き          | パワーリザーブインジケーター           |                                                                  |
| DUW 4401              | 手巻き          | 日付表示、パワーリザーブインジケーター |                                                                  |
| DUW 2002              | 手巻き          |                                        | トノー型。スワンネック緩急針を採用する。パワーリザーブは約84時間 |
| DUW 1001              | 手巻き          | パワーリザーブインジケーター           | スワンネック緩急針を採用する。パワーリザーブは約84時間           |
| DUW 6101              | 自動巻き        | 日付表示                               |                                                                  |
| DUW 3001              | 自動巻き        |                                        |                                                                  |
| EPSILON（イプシロン） | 自動巻き        |                                        |                                                                  |
| DUW 5001              | 自動巻き        |                                        |                                                                  |
| DUW 5101              | 自動巻き        | 日付表示                               |                                                                  |
| ZETA（ゼータ）        | 自動巻き        | 日付表示                               |                                                                  |
| DUW 5201              | 自動巻き        | ワールドタイム、24時間表示             |                                                                  |